# St.-Laurentius-Kirche (Hasbergen)

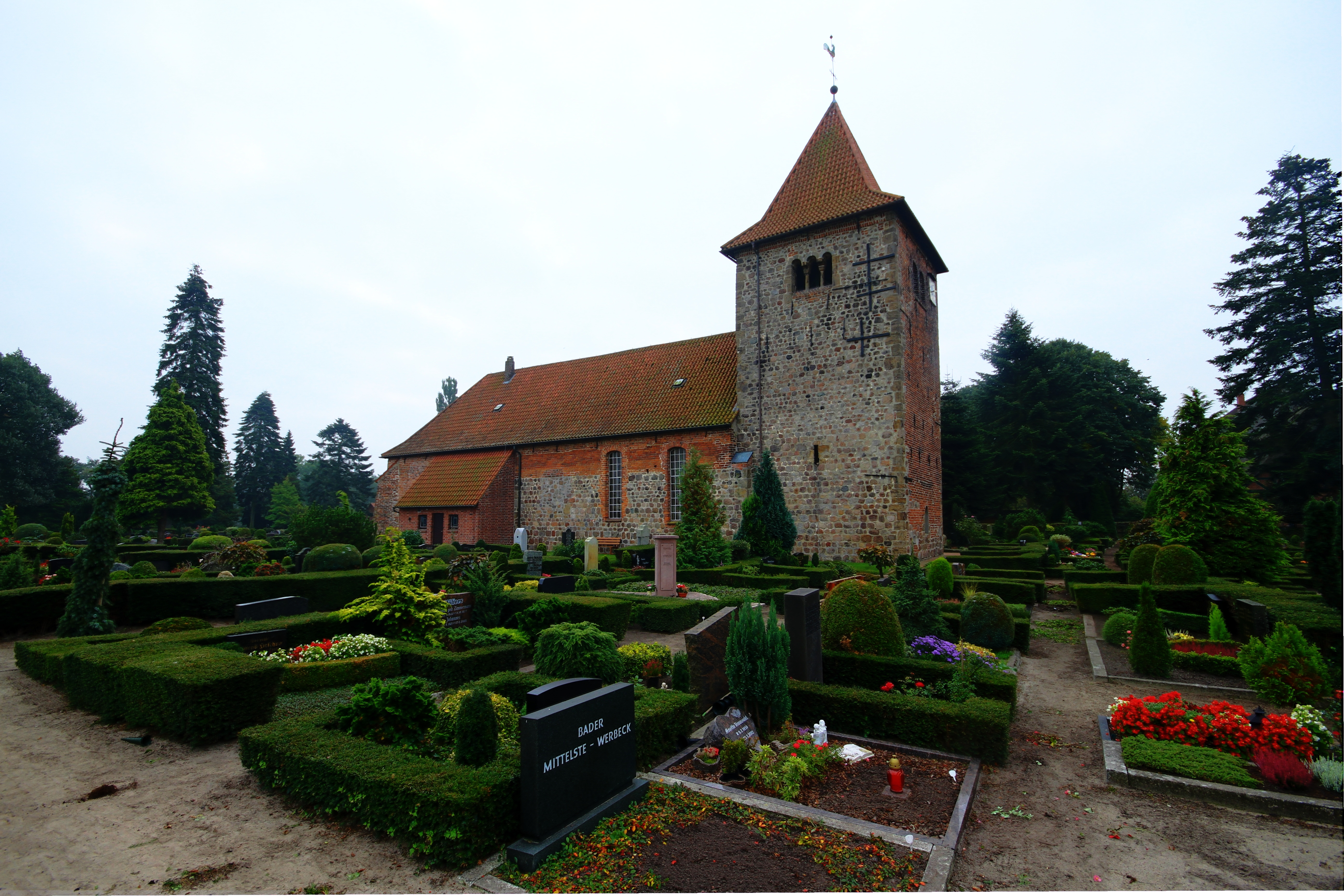
Die St.-Laurentius-Kirche

Die evangelisch-lutherische St.-Laurentius-Kirche steht am Rande des Dorfes Hasbergen, einem Ortsteil der Stadt Delmenhorst an der Hasberger Dorfstraße. Sie ist das älteste Bauwerk der Stadt.

## Geschichte
In Hasbergen wird 1142 eine Kapelle erwähnt, die bis dato nicht lokalisiert werden konnte. Möglicherweise stand sie am Klosterweg.
Wohl um die Mitte des 12. Jahrhunderts begannen die damaligen Bewohner des Ortes mit dem Bau einer Kirche aus Feldsteinen. Von diesem romanischen Bauwerk blieben die Schalllöcher im Turm, Teile der Nordwand sowie das Mauerwerk rund um die Tür zwischen Turm und Kirchenschiff erhalten. Ansonsten erinnert recht wenig an den Ursprungsbau. Das Gebäude diente als Versammlungs-, Gerichts- und Zufluchtsort. Im Turm blieben Schießscharten erhalten, die vom Verteidigungscharakter des Bauwerks zeugen.
Das Gebäude wurde immer wieder umgebaut, renoviert und modernisiert. In der zweiten Hälfte des 13. Jahrhunderts erweiterten die Hasberger ihre Kirche mit roten Ziegeln in Richtung Osten. Am 10. August 1380 wurde sie neu geweiht. Im Jahre 1732 mussten sie die südliche Langhauswand sowie die Westseite des Turmes erneuern. Dabei wurde die Kirche um etwa einen Meter verbreitert.
Am Ende des Zweiten Weltkrieges drohte aus militärischen Gründen die Sprengung des gesamten Turmes. Die damaligen Machthaber befürchteten, dass das Gemäuer feindlichen Bomberflotten als Orientierungspunkt dienen könnte. Es war Küster Johann Hetebrink, der diesen Plänen widersetzte. Er rettete das Bauwerk, indem er sich weigerte, „seinen“ Kirchturm zu verlassen. Im Jahre 1957 ließ die Gemeinde das flachgedeckte Innere des Kirchenschiffs neu gestalten.

## Baubeschreibung

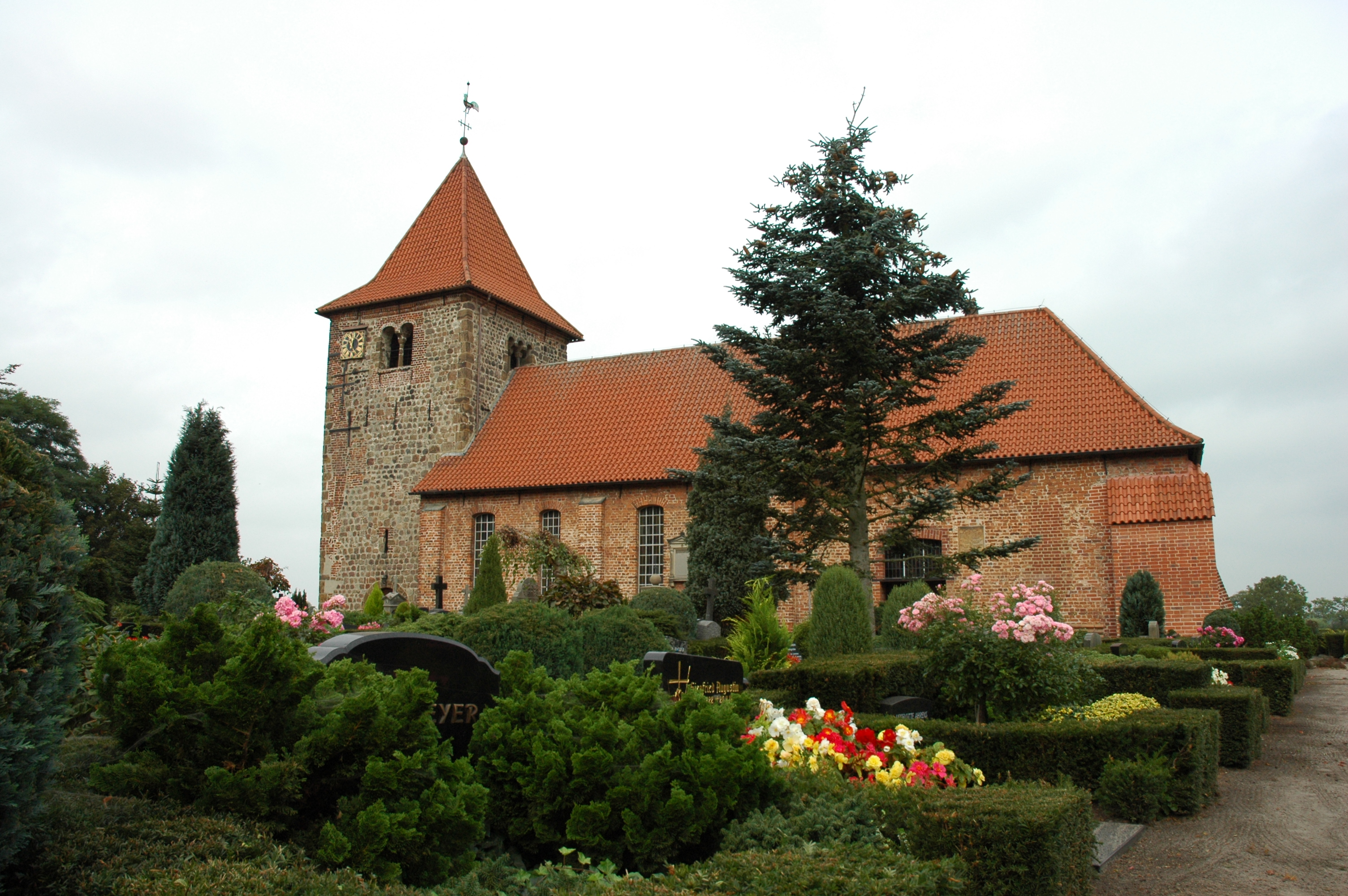
Die Hasberger Kirche

Die St.-Laurentius-Kirche ist eine Saalkirche mit vorgestelltem Westturm und gerade geschlossenem Chor. Das Kirchenschiff ist nach oben mit einem abgewalmten Satteldach abgeschlossen. Einem eindeutigen Baustil lässt sie sich aufgrund der vielen Umbauarbeiten nicht zuordnen. Teile der Nordwand und der Turm (mit Ausnahme der Westwand) bestehen aus Feldstein, die Osterweiterung wurde mit roten Ziegel ausgeführt.
Das Kirchenschiff misst im Inneren 24,20 Meter in der Länge und 7,25 Meter in der Breite. Der Turm ist 17 Meter hoch hat eine Innenfläche von 4,50 × 4,50 Meter. In seinem Obergeschoss gibt es Klangarkaden aus zwei bzw. drei gekuppelten Rundbögen. Die Säulen bestehen aus Portasandstein mit Würfelkapitellen.
An der Stirnwand des Chores befinden sich drei Lanzettfenster sowie aus der Zeit der Kirchenerweiterung Stützfenster. Die südliche Langhauswand ist durch schlanke Segmentbogenfenster gegliedert, die ebenfalls aus der Zeit der Kirchenerweiterung stammen. Die Sakristei an der Nordseite ist ein Anbau aus der Zeit um 1950. Vorher befand sich an gleicher Stelle eine einfache Tür.

## Ausstattung

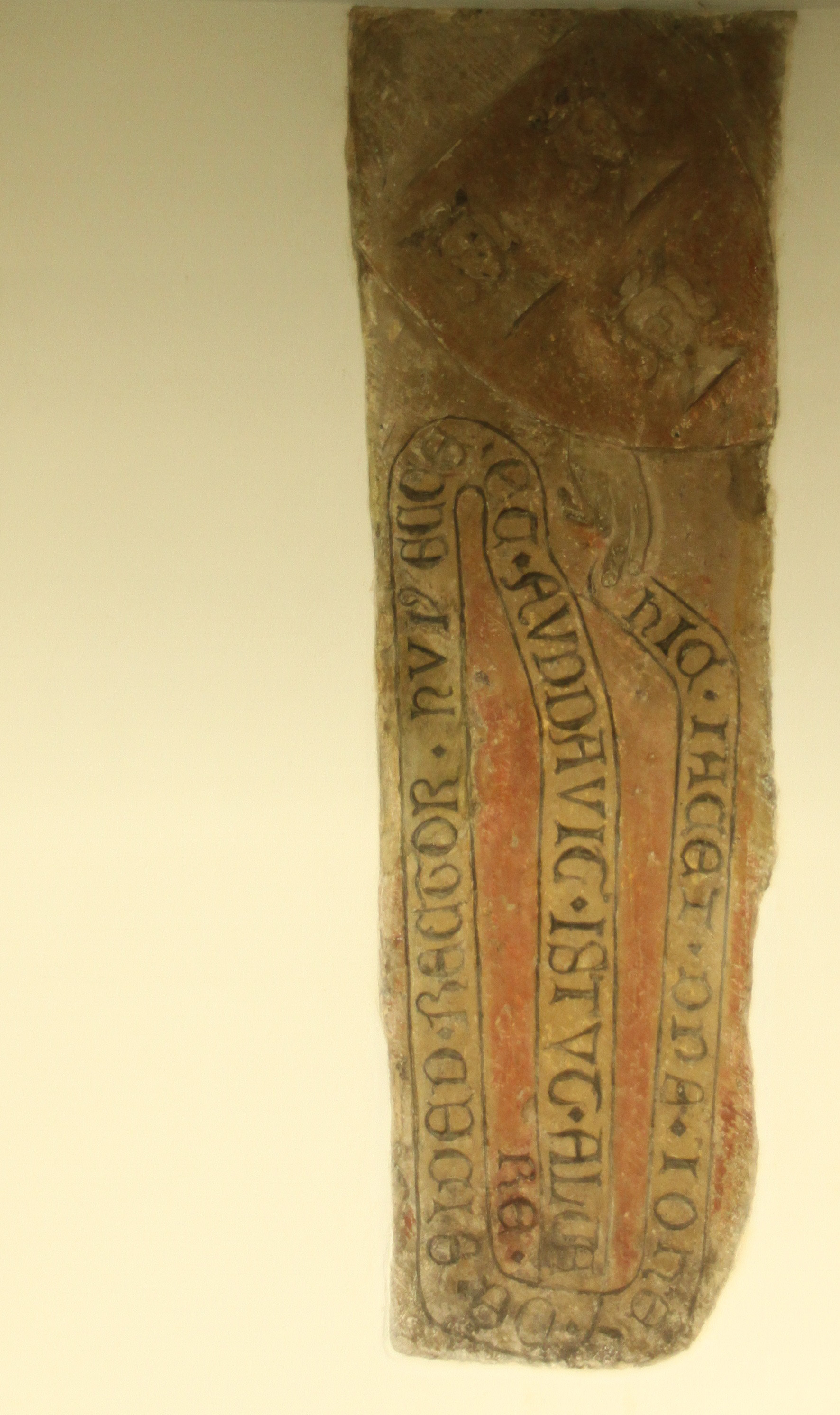
Der Grabstein des Johann von Siden

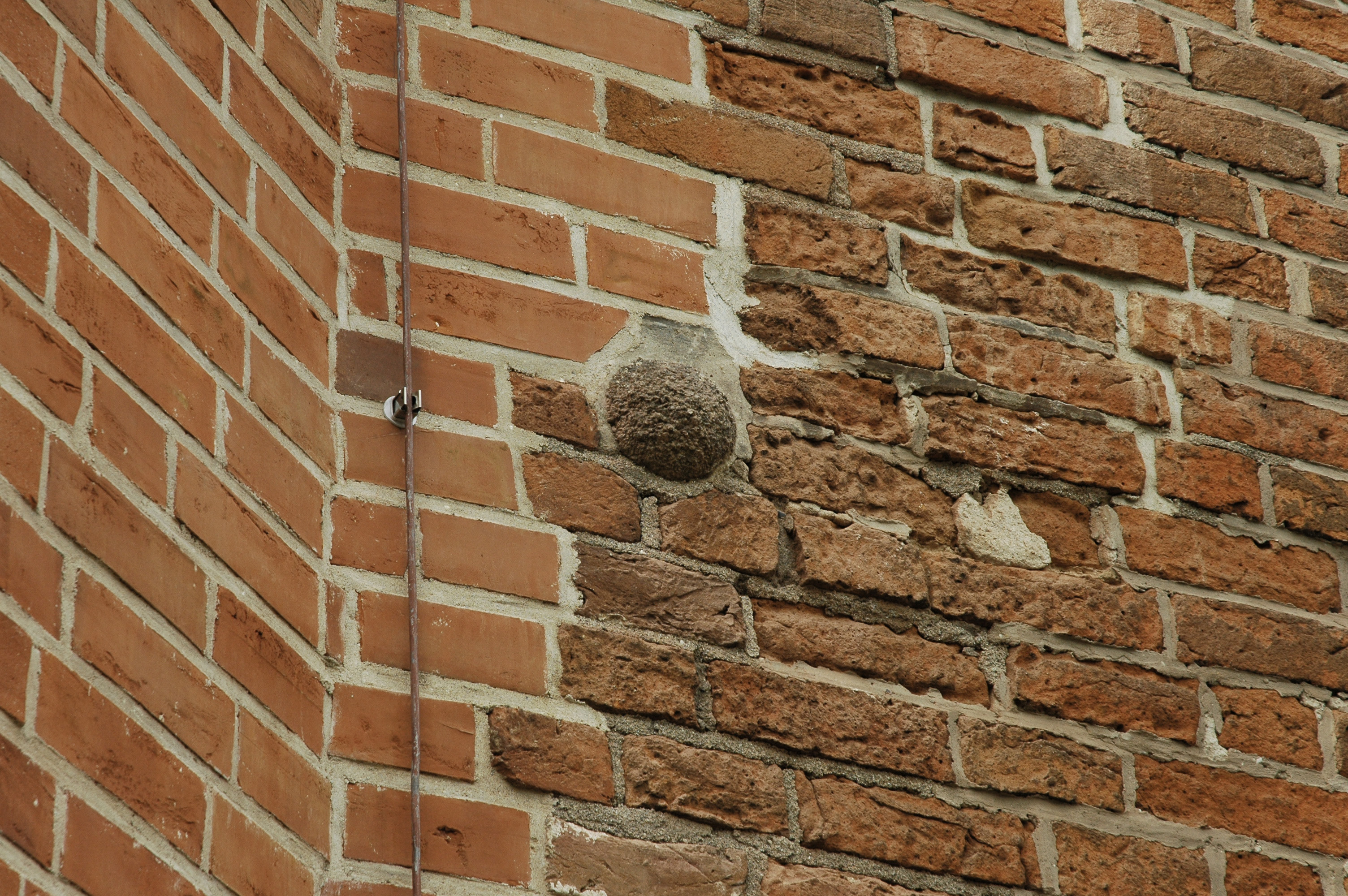
Die in die Wand eingelassene Kanonenkugel

### Der Taufstein
Ungewöhnlich ist die Geschichte des romanischen Granittaufsteines aus dem 13. Jahrhundert: Er soll der Überlieferung zufolge einst als Stuhl in einem Schafkoven gestanden haben. Dort soll er dem Pfarrer, wenn er auf dem Weg von Hasbergen in das zu dieser Zeit noch in die Gemeinde eingepfarrte Delmenhorst war, als Ruheplatz gedient haben. Nachdem beide Kirchen ihren eigenen Pfarrer hatten, verlor er seine Funktion. Für viele Jahre stand er vor der Tür, ehe er 1956 ins Kirchenschiff geholt und zu einem Taufstein umgestaltet wurde.

### Das Gestühl und die Kanzel
Deutlich jüngeren Datums ist das Gestühl. Die Gemeinde beschaffte es im Jahre 1638, nachdem protestantische schwedische Soldaten die seit 1567 evangelische Kirche 1633 im Verlauf des Dreißigjährigen Krieges geplündert hatten. Aus dieser Zeit stammt auch die von Graf Christian von Delmenhorst gespendete Kanzel. Ein Wappen hoch oben auf dem Schalldeckel erinnert an den edlen Spender.

### Der Grabstein des Johann von Siden
Der Grabstein des Johann von Siden mit dem plastisch gearbeiteten Wappen befindet sich in der Mitte der Nordwand. Sie stammt aus der Zeit um 1350 und ist damit eine der ältesten erhaltenen in Norddeutschland. Ihre lateinische Inschrift lautet übersetzt „Hier liegt Herr Johannes de Siden, Pfarrer dieser Kirche und er hat diesen Altar gegründet“.

### Weitere Ausstattungsgegenstände
Zu den weiteren Ausstattungsgegenständen gehören drei barocke Grabplatten sowie das Geläut. Seit 1509 befanden sich im Turm zwei Glocken. Während die eine bis heute ihren Dienst tut, musste die Gemeinde die andere im Ersten Weltkrieg für die Rüstungsproduktion abgeben. Erst 1960 konnten die Hasberger zu der alten Glocke drei neue erwerben, die seither vor und nach allen Gottesdiensten läuten. An der Chorwand ist eine Kanonenkugel eingemauert. Sie erinnert laut einer Sage an die Beschießung der Kirche durch Bremer Kanonen im 17. Jahrhundert. Das Kirchenfenster im Turm mit der Darstellung des Erzengels Michael ist ein Werk des Kirchenmalers Oetken aus dem Jahre 1956. Der steinerne Altar stammt von 1732. Das Kreuz, dessen Corpus jüngeren Datums ist, beschaffte die Gemeinde ebenfalls im 18. Jahrhundert. Die beiden Kronleuchter wurden um 1950 gestiftet, die Orgel 1972 gebaut. Das Bild zwischen den Fenstern an der Südwand war das ursprüngliche Altarbild. Es wurde während der Renovierung in den 1980er Jahren beseitigt und später wiederentdeckt und restauriert. Es ist eine „sehr originalgetreue Kopie eines Werkes des bekannten Kirchenmalers Pfannschmidt und wurde 1892 angefertigt“. Die Turmuhr ließ die Gemeinde 1912 einbauen. Der so genannte Plate-Stuhl auf der Empore gehörte einst den Besitzern des größten landwirtschaftlichen Anwesen in Hasbergen, dem Gut Hemmelskamp.